# Time Won't Let Me Go
«Time Won't Let Me Go» es una canción interpretada por la banda de rock alternativo The Bravery, escrita y compuesta por su vocalista y guitarrista rítmico Sam Endicott. Fue lanzado como primer sencillo del segundo álbum de estudio del grupo, The Sun and the Moon (2007), el 16 de julio de 2007.

## Video musical
Los directores del video de «Time Won't Let Me Go» fueron Brian y Brad Palmer.

## Lista de canciones
| «Time Won't Let Me Go» – Sencillo |                        |          |  |
| N.º                               | Título                 | Duración |  |
| 1.                                | «Time Won't Let Me Go» | 4:11     |  |

| «Time Won't Let Me Go» – Hit Pack EP |                        |          |  |
| N.º                                  | Título                 | Duración |  |
| 1.                                   | «Time Won't Let Me Go» | 4:11     |  |
| 2.                                   | «An Honest Mistake»    | 3:39     |  |
| 3.                                   | «Unconditional»        | 3:19     |  |

| «Time Won't Let Me Go» – UK CD |                        |          |  |
| N.º                            | Título                 | Duración |  |
| 1.                             | «Time Won't Let Me Go» | 4:12     |  |
| 2.                             | «This Is Not The End»  | 4:00     |  |
| 3.                             | «Sorrow»               | 2:26     |  |
| 4.                             | «The Ocean»            | 3:40     |  |

| «Time Won't Let Me Go» – Maxi CD |                        |          |  |
| N.º                              | Título                 | Duración |  |
| 1.                               | «Time Won't Let Me Go» | 4:10     |  |
| 2.                               | «Faces»                | 2:56     |  |
| 3.                               | «The Dandy»            | 3:33     |  |

## Listas
| Estados Unidos | Dance Music/Club Play Singles | 36 |
| Estados Unidos | Hot Modern Rock Tracks        | 10 |